# Исаак Велбъждски
Исаак е български православен духовник, велбъждски епископ от 2023 година на Българската православна църква, втори викарий на софийския митрополит и наместник на Кюстендилската духовна околия.

## Биография
Роден е в Банско, България, със светското име Иван Михаилов Бояджийски на 9 ноември 1982 година. На 14 август 1983 година е кръстен в храма „Света Троица“. В 1993 година завършва началното училище „Паисий Хилендарски“ и от 1993 до 1996 година учи в гимназията „Неофит Рилски" в родния си град. На 13 години, с благословението на митрополит Натанаил Неврокопски започва да учи в Софийската духовна семинария „Св. Йоан Рилски“, която завършва в 2001 година и започва работа в нейната администрация. Паралелно учи в Богословския факултет на Софийския университет „Свети Климент Охридски“, който завършва през 2008 година с бакалавърска степен.
На 10 април 2009 година в манастира „Успение Богородично“ във Видин е постриган в монашество от митрополит Дометиан Видински под духовното наставничество на епископ Сионий Велички. На 27 юли същата година в храма „Свети Пантелеймон" е ръкоположен за йеродякон. На 10 януари 2010 година в храма „Свети Николай“ е ръкоположен за Йеромонах. Продължава да работи в Софийската семинария като секретар и възпитател на обучаващите се в нея етнически българи от чужбина.
На 1 февруари 2011 година, с благословението на митрополит Дометиан и с решение на Епархийския съвет на Видинската епархия, е назначен за архиерейски наместник на Ломската духовна околия и председател на църковното настоятелство на катедралния храм „Успение Богородично" в Лом. На 15 август 2012 година в същия храм е възведен в архимандритско достойнство.
През октомври 2012 година се обучава в Общоцърковната аспирантура и докторантура „Св. равноапостолни Кирил и Методий" в Москва.
От 1 август 2014 година е назначен от митрополит Дометиан за духовен надзорник на Видинската епархия и ефимерий при катедралния храм „Свети Димитър Солунски“.
На 22 декември 2015 година в Общоцърковната аспирантура и докторантура „Св. равноапостолни Кирил и Методий“ защитава дисертация „Патриаршество на Българската православна църква“ с научен ръководител свещеник доктор Арсений Черникин и получава научна степен „магистьр на богословието“.
На 1 юли 2020 година преминава на служение в Софийската епархия и е назначен за архиерейски наместник на Кюстендилската духовна околия.
На 7 юни 2023 година Светият синод единодушно решава архимандрит Исаак да бъде ръкоположен за епископ с титлата „Велбъждски“ и да бъде назначен за втори викарий на софийския митрополит.
На 10 юни 2023 година, по решение на Светия синод в митрополитската катедрала „Света Неделя“ в София е ръкоположен за велбъждски епископ. Ръкополагането е извършено, в молитвеното присъствие на патриарх Неофит Български, от митрополит Григорий Великотърновски в съслужение със синодалните архиереи митрополитите Николай Пловдивски, Серафим Неврокопски, Яков Доростолски и епископите епископ Евлогий Адрианополски, игумен на Рилския манастир, епископ Тихон Тивериополски, патриаршески викарий, Сионий Велички, игумен на Бачковския и Троянския манастир, Арсений Знеполски, първи викарий на пловдивския митрополит, Поликарп Белоградчишки, викарий на софийския митрополит, Висарион Смоленски, втори викарий на Пловдивския митрополит и Макарий Главиницки, викарий на русенския митрополит.